# Héctor Bonzo
Héctor Elías Bonzo (General Rodríguez, 11 de agosto de 1932 - Buenos Aires, 22 de abril de 2009) foi uma militara argentino, comandante do navio cruzador argentino ARA General Belgrano, afundado durante a Guerra das Malvinas.

## Biografia
Esteve no comando dos seguintes navios da Armada Argentina: dos cruzadores Argentina e 9 de Julio, das fragatas Sarandi e Libertad, do quebra-gelos San Martin e do cruzador Belgrano. Foi agraciado com a Medalha Mérito Tamandaré pelo governo brasileiro .

## Bibliografía
- Bonzo, Héctor (1992). 1093 Tripulantes del Crucero ARA General Belgrano. Buenos Aires: IPN Editores. [S.l.: s.n.] ISBN 987-96232-0-7